# Митрополит Санкт-Петербурзький і Ладозький
Митрополи́т Санкт-Петербу́ргский и Ла́дозький — титул правлячого архієрея Санкт-Петербурзької єпархії і глави Санкт-Петербурзької митрополії.
Повний титул: Митрополит Санкт-Петербурзький і Ладозький і Свято-Троїцької Александро-Невської лаври священноархімандрит (церк.-слов. Митрополит Санкт-Петербургский и Ладожский и Свято-Троицкия Александро-Невския Лавры священно-архимандрит).

## Список
| Порядок | Портрет | Ім'я                        | Початок           | Кінець            | Титул                                                                      | Примітки |
| ------- | ------- | --------------------------- | ----------------- | ----------------- | -------------------------------------------------------------------------- | --- |
| 1       |         | Никодим (Скребницький)      | 1 вересня 1742    | 2 лютого 1745     | Єпископ Санкт-Петербурзький та Шліссельбурзький                            | |
| 2       |         | Феодосій (Янковський)       | 22 березня 1745   | 3 травня 1750     | Архієпископ Санкт-Петербурзький та Шліссельбурзький                        | |
| 3       |         | Сильвестр (Кулябка)         | 6 травня 1750     | 28 квітня 1861    | Архієпископ Санкт-Петербурзький та Шліссельбурзький                        | До 1760 — єпископ |
| 4       |         | Веніамін (Пуцек-Григорович) | 26 вересня 1761   | 6 серпня 1762     | Архієпископ Санкт-Петербурзький та Шліссельбурзький                        | |
| 5       |         | Гавриїл (Кременецький)      | 6 серпня 1762     | 3 жовтня 1770     | Архієпископ Санкт-Петербурзький і Ревельський                              | До 29 травня 1764 — Санкт-Петербурзький та Шліссельбурзький; до 29 липня 1762 — єпископ                                                                                      |
| 6       |         | Гавриїл (Петров-Шапошников) | 3 жовтня 1770     | 27 жовтня 1799    | Митрополит Новгородський і Санкт-Петербурзький                             | До 22 вересня 1783 — архієпископ; до 1 січня 1775 — Санкт-Петербурзький і Ревельський                                                                                        |
| 7       |         | Амвросій (Побєдов)          | 27 жовтня 1799    | 7 квітня 1818     | Митрополит Новгородський, Санкт-Петербурзький, Естляндський і Фінляндський | До 30 грудня 1800 — Санкт-Петербурзький, Естляндський і Виборзький; до 1801 — архієпископ; до 16 грудня 1803 — Новгородський, Санкт-Петербурзький, Естляндський і Виборзький |
| 8       |         | Михаїл (Десницький)         | 7 квітня 1818     | 5 квітня 1821     | Митрополит Новгородський, Санкт-Петербурзький, Естляндський і Фінляндський | До 7 липня 1818 — Санкт-Петербурзький, Естляндський і Фінляндський |
| 9       |         | Серафим (Глаголевський)     | 7 квітня 1821     | 29 січня 1843     | Митрополит Новгородський, Санкт-Петербурзький, Естляндський і Фінляндський | |
| 10      |         | Антоній (Рафальський)       | 29 січня 1843     | 16 листопада 1848 | Митрополит Новгородський, Санкт-Петербурзький, Естляндський і Фінляндський | |
| 11      |         | Ніканор (Климентіївський)   | 2 грудня 1848     | 29 вересня 1856   | Митрополит Новгородський, Санкт-Петербурзький, Естляндський і Фінляндський | З 16 листопада — місцеблюститель як Архієпископ Варшавський з титулом Митрополит Санкт-Петербурзький, Естляндський і Фінляндський                                            |
| ~       |         | Платон (Фівійський)         | 29 вересня 1856   | 13 жовтня 1856    | Єпископ Ревельський                                                        | Місцеблюститель |
| 12      |         | Григорій (Постников)        | 13 жовтня 1856    | 29 червня 1860    | Митрополит Новгородський, Санкт-Петербурзький, Естляндський і Фінляндський | |
| ~       |         | Леонтій (Лебединський)      | 29 червня 1860    | 13 липня 1860     | Єпископ Ревельський                                                        | Місцеблюститель |
| 13      |         | Ісидор (Нікольський)        | 13 липня 1860     | 19 вересня 1892   | Митрополит Новгородський, Санкт-Петербурзький і Фінляндський               | |
| ~       |         | Антоній (Вадковський)       | 19 вересня 1892   | 30 жовтня 1892    | Єпископ Виборзький                                                         | Місцеблюститель |
| 14      |         | Палладій (Раєв-Писарев)     | 30 жовтня 1892    | 17 грудня 1898    | Митрополит Санкт-Петербурзький і Ладозький                                 | |
| ~       |         | Іоанн (Кратіров)            | 17 грудня 1898    | 6 січня 1898      | Єпископ Нарвський                                                          | Місцеблюститель |
| 15      |         | Антоній (Вадковський)       | 17 грудня 1898    | 15 листопада 1912 | Митрополит Санкт-Петербурзький і Ладозький                                 | |
| ~       |         | Никандр (Феноменов)         | 15 листопада 1912 | 6 грудня 1912     | Єпископ Нарвський                                                          | Місцеблюститель |
| 16      |         | Володимир (Богоявленський)  | 6 грудня 1912     | 6 грудня 1915     | Митрополит Петроградський і Ладозький                                      | До 1 вересня 1914 — Санкт-Петербурзький і Ладозький |
| 17      |         | Питирим (Окнов)             | 6 грудня 1915     | 19 березня 1917   | Митрополит Петроградський і Ладозький                                      | |
| 18      |         | Веніямін (Казанський)       | 7 червня 1917     | 13 серпня 1922    | Митрополит Петроградський і Гдовський                                      | З 19 березня 1917 місцеблюститель як єпископ Гдовський. До 13 серпня — архієпископ; до 17 червня — Петроградський і Ладозький                                                |
| ~       |         | Гурій (Степанов)            | 3 серпня 1923     | осінь 1923        | Єпископ Алатирський                                                        | Місцеблюститель |
| 19      |         | Феодор (Подзієвський)       | 2 листопада 1923  | 8 листопада 1923  | Архієпископ Петроградський                                                 | Кафедру очолював тільки формально. Не прийняв титул |
| ~       |         | Мануїл (Лемешевський)       | 23 вересня 1923   | 5 лютого 1924     | Єпископ Лузький                                                            | Місцеблюститель |
| ~       |         | Венедикт (Плотников)        | лютий 1924        | 18 грудня 1925    | Єпископ Кронштатдський                                                     | Місцеблюститель |
| ~       |         | Григорій (Лєбєдєв)          | грудень 1925      | червень 1926      | Єпископ Шліссельбурзький                                                   | Місцеблюститель |
| ~       |         | Гавриїл (Воєводін)          | літо 1926         | 19 квітня 1927    | Єпископ Кінгісеппський                                                     | Місцеблюститель |
| 20      |         | Іосиф (Петрових)            | 26 серпня 1926    | 13 вересня 1927   | Митрополит Ленінградський                                                  | Не визнав Декларації 1927, за що був зміщений та заборонений в служінні |
| ~       |         | Миколай (Ярушевич)          | 13 вересня 1927   | лютий 1928        | Єпископ Петергофський                                                      | Місцеблюститель |
| 21      |         | Серафим (Чичаґов)           | лютий 1928        | вересень 1933     | Митрополит Ленінградський і Гдовський                                      | |
| 22      |         | Алексій (Симанський)        | 18 жовтня 1933    | 4 лютого 1945     | Митрополит Ленінградський і Новгородський                                  | До 10 грудня 1943 — Ленінградський |
| 23      |         | Григорій (Чуков)            | 4 лютого 1945     | 5 листопада 1955  | Митрополит Ленінградський і Новгородський                                  | |
| 24      |         | Єлевферій (Воронцов)        | 28 листопада 1955 | 27 березня 1959   | Митрополит Ленінградський і Ладозький                                      | До 1 січня 1957 — Ленінградський і Новгородський |
| 25      |         | Питирим (Свиридов)          | 21 квітня 1959    | 19 вересня 1960   | Митрополит Ленінградський і Ладозький                                      | |
| 26      |         | Гурій (Єгоров)              | 19 вересня 1960   | 14 листопада 1961 | Митрополит Ленінградський і Ладозький                                      | |
| 27      |         | Пимен (Ізвєков)             | 14 листопада 1961 | 9 жовтня 1963     | Митрополит Ленінградський і Ладозький                                      | |
| 28      |         | Никодим (Ротов)             | 9 жовтня 1963     | 5 вересня 1978    | Митрополит Ленінградський і Новгородський                                  | До 7 жовтня 1967 — Ленінградський і Ладозький |
| 29      |         | Антоній (Мельников)         | 10 жовтня 1978    | 29 травня 1986    | Митрополит Ленінградський і Новгородський                                  | |
| 30      |         | Алексій (Рідігер)           | 29 червня 1986    | 20 червня 1990    | Митрополит Ленінградський і Новгородський                                  | |
| 31      |         | Іоанн (Сничов)              | 20 червня 1990    | 2 листопада 1995  | Митрополит Санкт-Петербурзький і Ладозький                                 | До 25 вересня 1991 — Ленінградський і Ладозький |
| ~       |         | Симон (Гетя)                | 3 листопада 1995  | 27 грудня 1995    | Єпископ Тихвинський                                                        | Місцеблюститель |
| 32      |         | Володимир (Котляров)        | 27 грудня 1995    | 19 березня 2014   | Митрополит Санкт-Петербурзький і Ладозький                                 | З 19 березня 2014 знаходиться на покої |
| 33      |         | Варсонофій (Судаков)        | 19 березня 2014   | Чинний            | Митрополит Санкт-Петербурзький і Ладозький                                 | |